# Football sur l'île de Man

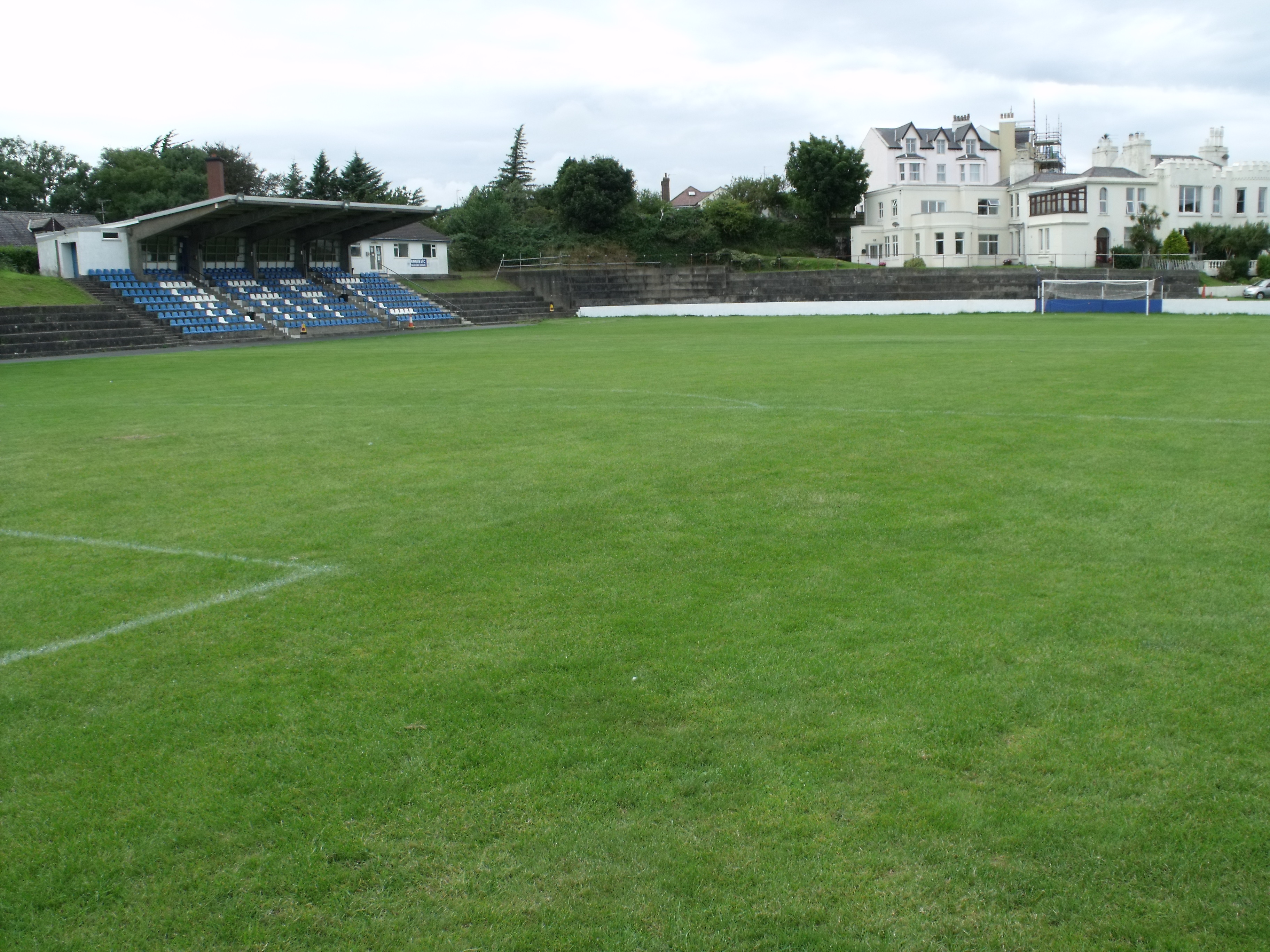
Terrain de football du Ramsey AFC, au nord de l'île.

Le football sur l'île de Man est le sport bénéficiant de la plus importante renommée, avec le cricket. Il est réglementé par une fédération amateur, la Isle of Man Football Association (IoMFA). Celle-ci n'est membre ni de l'UEFA, ni de la FIFA mais de la Fédération anglaise, pour laquelle elle a le statut d'association locale de football.

## Équipes
27 clubs de football mannois sont membres permanents de la IoMFA :
| - Ayre United - Braddan - Castletown Metropolitan - Colby - Corinthians - Douglas High School Old Boys (DHSOB) - Douglas & District - Douglas Royal - Foxdale - Gymnasium - Laxey - Malew - Marown - Michael United | - Northern Athletic - Onchan - Peel - Police - Pulrose United - Ramsey - Ramsey Youth Club Old Boys (RYCOB) - Ronaldsway - Rushen United - St Georges - St Johns United - St Marys - Union Mills | \| Ayre United AFC Braddan AFC Corinthians AFC Douglas High School Old Boys AFC Douglas and District FC Douglas Royal FC Gymnasium FC Police AFC Pulrose United AFC St Georges AFC St Marys AFC Castletown Metropolitan FC Colby AFC Foxdale AFC Laxey AFC Malew AFC Ronaldsway FC Marown AFC Michael United AFC Northern Athletic AFC Onchan AFC Peel AFC Ramsey AFC Ramsey YC Old Boys FC Rushen United FC St Johns United AFC Union Mills FC \| |
| Ayre United AFC Braddan AFC Corinthians AFC Douglas High School Old Boys AFC Douglas and District FC Douglas Royal FC Gymnasium FC Police AFC Pulrose United AFC St Georges AFC St Marys AFC Castletown Metropolitan FC Colby AFC Foxdale AFC Laxey AFC Malew AFC Ronaldsway FC Marown AFC Michael United AFC Northern Athletic AFC Onchan AFC Peel AFC Ramsey AFC Ramsey YC Old Boys FC Rushen United FC St Johns United AFC Union Mills FC | | |

## Compétitions

### Championnat de l'île de Man
Le championnat de l'île de Man (Isle of Man Football League en anglais) est une ligue de 26 équipes amateurs de football, gérée par l'Isle of Man Football Association. La ligue comprend deux divisions, 13 clubs sont engagés dans chacune de ces divisions. Les équipes peuvent être reléguées et promues entre les deux divisions à la fin de chaque saison. L'idée de faire évoluer les meilleures équipes mannoises dans le championnat anglais fait son chemin, inspirée par une équipe de l'île de Guernesey qui a participé lors de la saison 2010-2011 à la Vase (Football Association Challenge Vase), une compétition réservée aux clubs amateurs du championnat anglais.

#### Premier League
La Premier League mannoise (nommé il y a peu « Division One ») est sponsorisée par la compagnie canadienne d'assurances Canada Life Financial. 13 équipes, qui constituent l'élite du football mannois, s'affrontent sous la forme d'un championnat. L'équipe en tête du classement à la fin de la saison est déclarée championne de l'île de Man. Les deux équipes terminant aux deux dernières places sont reléguées en Division Two.

#### Division Two
La Division Two (aussi appelée « JCK Division 2 ») comprend 13 équipes mannoises qui s'affrontent dans le cadre d'un championnat. Les deux premiers au classement à l'issue de la saison accèdent à la Premier League. Il n'existe pas de division inférieure. Les derniers du classement de Division Two restent dans la même division la saison suivante.

### Coupes

#### Railway Cup
La Railway Cup, aussi appelée Parkinson Railway Cup, est une coupe qui se joue dans la première partie de chaque saison de football. Le tenant du titre pour la saison 2020 est le club de Corinthians.